# Federfußspinnen
Die Federfußspinnen (Uloborus) eine Gattung aus der Familie der Kräuselradnetzspinnen (Uloboridae) und umfassen 76 Arten. (Stand: Juli 2016)
Sie sind im Wesentlichen in den Tropen und Subtropen verbreitet und kommen in Nordamerika und Europa nur mit wenigen Arten in den gemäßigten Zonen vor.

## Beschreibung
Die Cheliceren der cribellaten Federfußspinnen sind mäßig robust, aber Giftdrüsen fehlen ihnen – eine Bedingung, die bei anderen Spinnen nahezu unbekannt ist, und die voraussetzt, dass die Spirale des Radnetzes und die Cheliceren allein ausreichen, um die Beute zu erlegen. Das lange vordere Beinpaar ist häufig gebogen. Bei vielen Arten sind die Beine mit Büscheln federiger Haare versehen. Der Hinterleib oft besetzt mit Höckern und verziert mit pinselartigen Haarbüscheln, wobei oft blass weiße, gesprenkelte, gestreifte oder einfarbig schwarze Farbvarianten vorkommen. Die acht Einzelaugen sind klein; Federfußspinnen müssen sich im Wesentlichen auf ihre anderen Sinne verlassen.

## Lebensweise
Ihre relativ kleinen Netze mit 10 bis 18 Zentimeter im Durchmesser weben die Federfußspinnen nahe dem Boden an feuchten, schattigen Stellen – an kleinen Sträuchern und im Unterholz an toten Zweigen, in ausgehöhlten Baumstümpfen oder an Felsen. Die stets gleichartigen horizontal angeordneten Radnetze bestehen aus Grundfäden, Radien, trockener Hilfsspirale (Gerüstfäden) und die konzentrische Fangspirale aus Fangfäden. Sie sind nach dem gleichen Prinzip der meist vertikalen Netze der Radnetzspinnen aufgebaut, ohne dass sie mit diesen verwandt sind. Sie sind zusammengesetzt aus den gleichen Elementen wie die Radnetze der Radnetzspinnen: Grundfäden, Radien, trockene Hilfsspirale (Gerüst) und die konzentrische Fangspirale. Neben dem durch die Ausrichtung unterschiedlichen Beutespektrum unterscheiden sich auch die Fangfäden wesentlich: Während die meisten Radnetzspinnen ecribellate Spinnen sind und Fäden mit Leimtröpfchen produzieren, bestehen die Fangfäden der Federfußspinnen aus Fangwolle. Oft ist jedoch das Netz sehr asymmetrisch hergestellt, besonders während der Fortpflanzungsperiode.

## Arten
Der World Spider Catalog listet für die Federfußspinnen aktuell 76 Arten mit 8 Unterarten. (Stand: Juli 2016)
- Uloborus albescens O. Pickard-Cambridge, 1885
- Uloborus albofasciatus Chrysanthus, 1967
- Uloborus albolineatus Mello-Leitão, 1941
- Uloborus ater Mello-Leitão, 1917
- Uloborus aureus Vinson, 1863
- Uloborus barbipes L. Koch, 1872
- Uloborus berlandi Roewer, 1951
- Uloborus biconicus Yin & Hu, 2012
- Uloborus bigibbosus Simon, 1905
- Uloborus bispiralis Opell, 1982
- Uloborus campestratus Simon, 1893
- Uloborus canescens C. L. Koch, 1844
- Uloborus canus MacLeay, 1827
- Uloborus cellarius Yin & Yan, 2012
- Uloborus chinmoyiae Biswas & Raychaudhuri, 2013
- Uloborus conus Opell, 1982
- Uloborus crucifaciens Hingston, 1927
- Uloborus cubicus (Thorell, 1898)
- Uloborus danolius Tikader, 1969
- Uloborus diversus Marx, 1898
- Uloborus eberhardi Opell, 1981
- Uloborus elongatus Opell, 1982
- Uloborus emarginatus Kulczyński, 1908
- Uloborus ferokus Bradoo, 1979
- Uloborus filidentatus Hingston, 1932
- Uloborus filifaciens Hingston, 1927
- Uloborus filinodatus Hingston, 1932
- Uloborus formosanus Yoshida, 2012
- Uloborus formosus Marx, 1898
- Uloborus furunculus Simon, 1906
- Uloborus gilvus (Blackwall, 1870)
- Uloborus glomosus (Walckenaer, 1841)
- Uloborus guangxiensis Zhu, Sha & Chen, 1989
- Uloborus humeralis Hasselt, 1882
  - Uloborus humeralis humeralis Hasselt, 1882
  - Uloborus humeralis marginatus Kulczyński, 1908
- Uloborus inaequalis Kulczyński, 1908
- Uloborus jabalpurensis Bhandari & Gajbe, 2001
- Uloborus jarrei Berland & Millot, 1940
- Uloborus kerevatensis Opell, 1991
- Uloborus khasiensis Tikader, 1969
- Uloborus krishnae Tikader, 1970
- Uloborus leucosagma Thorell, 1895
- Uloborus limbatus Thorell, 1895
- Uloborus llastay Grismado, 2002
- Uloborus lugubris (Thorell, 1895)
- Uloborus metae Opell, 1981
- Uloborus minutus Mello-Leitão, 1915
- Uloborus modestus Thorell, 1891
- Uloborus montifer Marples, 1955
- Uloborus niger Mello-Leitão, 1917
- Uloborus oculatus Kulczyński, 1908
- Uloborus parvulus Schmidt, 1976
- Uloborus penicillatoides Xie, Peng, Zhang, Gong & Kim, 1997
- Uloborus pictus Thorell, 1898
- Uloborus pinnipes Thorell, 1877
- Uloborus planipedius Simon, 1896
- Uloborus plumipes Lucas, 1846
  - Uloborus plumipes plumipes Lucas, 1846
  - Uloborus plumipes javanus Kulczyński, 1908
- Uloborus plumosus Schmidt, 1956
- Uloborus pseudacanthus Franganillo, 1910
- Uloborus pteropus (Thorell, 1887)
- Uloborus rufus Schmidt & Krause, 1995
- Uloborus scutifaciens Hingston, 1927
- Uloborus segregatus Gertsch, 1936
- Uloborus sexfasciatus Simon, 1893
- Uloborus spelaeus Bristowe, 1952
- Uloborus strandi (Caporiacco, 1940)
- Uloborus tenuissimus L. Koch, 1872
- Uloborus tetramaculatus Mello-Leitão, 1940
- Uloborus trifasciatus Thorell, 1890
- Uloborus trilineatus Keyserling, 1883
- Uloborus umboniger Kulczyński, 1908
- Uloborus undulatus Thorell, 1878
  - Uloborus undulatus indicus Kulczyński, 1908
  - Uloborus undulatus obscurior Kulczyński, 1908
  - Uloborus undulatus pallidior Kulczyński, 1908
  - Uloborus undulatus undulatus Thorell, 1878
- Uloborus vanillarum Vinson, 1863
- Uloborus velutinus Butler, 1882
- Uloborus villosus Keyserling, 1881
- Uloborus viridimicans Simon, 1893
- Uloborus walckenaerius Latreille, 1806